# Lijst van voetbalinterlands Burkina Faso - Malawi
Deze lijst van voetbalinterlands is een overzicht van alle officiële voetbalwedstrijden tussen de nationale teams van Burkina Faso en Malawi. De Afrikaanse landen hebben tot op heden acht keer tegen elkaar gespeeld. De eerste ontmoeting was een kwalificatiewedstrijd voor het Wereldkampioenschap voetbal 2002 op 17 juni 2000 in Blantyre. Het laatste duel, een kwalificatiewedstrijd voor de Afrika Cup 2025, werd gespeeld in Lilongwe op 18 november 2024.

## Wedstrijden
| № | Plaats      | Datum             | Competitie                   | Wedstrijd             | Uitslag |
| - | ----------- | ----------------- | ---------------------------- | --------------------- | ------- |
| 1 | Blantyre    | 17 juni 2000      | WK 2002 kwalificatie         | Malawi − Burkina Faso | 1 − 1   |
| 2 | Ouagadougou | 21 april 2001     | WK 2002 kwalificatie         | Burkina Faso − Malawi | 4 − 2   |
| 3 | Blantyre    | 6 juni 2009       | WK 2010 kwalificatie         | Malawi − Burkina Faso | 0 − 1   |
| 4 | Ouagadougou | 14 november 2009  | WK 2010 kwalificatie         | Burkina Faso − Malawi | 1 − 0   |
| 5 | Ouagadougou | 12 november 2020  | Afrika Cup 2021 kwalificatie | Burkina Faso − Malawi | 3 − 1   |
| 6 | Blantyre    | 16 november 2020  | Afrika Cup 2021 kwalificatie | Malawi − Burkina Faso | 0 − 0   |
| 7 | Bamako      | 10 september 2024 | Afrika Cup 2025 kwalificatie | Burkina Faso − Malawi | 3 − 1   |
| 8 | Lilongwe    | 18 november 2024  | Afrika Cup 2025 kwalificatie | Malawi − Burkina Faso | 3 − 0   |

## Samenvatting
| Competitie              | Totaal gespeeld | Winst Burkina Faso | Gelijk | Winst Malawi | Doelsaldo Burkina Faso – Malawi |
| ----------------------- | --------------- | ------------------ | ------ | ------------ | ------------------------------- |
| WK-kwalificatie         | 4               | 3                  | 1      | 0            | 7 − 3                           |
| Afrika Cup-kwalificatie | 4               | 2                  | 1      | 1            | 6 − 5                           |
| Totaal                  | 8               | 5                  | 2      | 1            | 13 − 8                          |

Wedstrijden bepaald door strafschoppen worden, in lijn met de FIFA, als een gelijkspel gerekend.
FBF · A-internationals · Olympisch elftal · Burkinees vrouwenelftal
1960 – 1969 · 
1970 – 1979 · 
1980 – 1989 · 
1990 – 1999 · 
2000 – 2009 · 
2010 – 2019 ·
2020 − 2029
Algerije ·
Angola ·
Bahrein ·
België ·
Benin ·
Botswana ·
Burundi ·
Centraal-Afrikaanse Republiek ·
Chili ·
Comoren ·
Congo-Brazzaville ·
Congo-Kinshasa ·
Djibouti ·
Egypte ·
Equatoriaal-Guinea ·
Ethiopië ·
Gabon ·
Gambia ·
Ghana ·
Guinee ·
Guinee-Bissau ·
Iran ·
Ivoorkust ·
Kaapverdië ·
Kameroen ·
Kazachstan ·
Kenia ·
Kosovo · 
Lesotho ·
Liberia ·
Libië ·
Madagaskar ·
Malawi ·
Mali ·
Marokko ·
Mauritanië ·
Mozambique ·
Namibië ·
Niger ·
Nigeria ·
Noord-Korea ·
Oeganda ·
Oezbekistan ·
Oman ·
Qatar ·
Senegal ·
Seychellen ·
Sierra Leone ·
Soedan ·
Swaziland ·
Tanzania ·
Togo ·
Tunesië ·
Zambia ·
Zimbabwe ·
Zuid-Afrika ·
Zuid-Korea ·
Zuid-Soedan
Nigeria (2013)
FAM · 
Bondscoaches · 
Topscorers · 
Malawisch vrouwenelftal
1962 - 1969 · 
1970 - 1979 · 
1980 - 1989 · 
1990 - 1999 · 
2000 – 2009 · 
2010 – 2019 ·
2020 − 2029
Algerije ·
Angola ·
Bangladesh ·
Benin ·
Botswana ·
Burkina Faso ·
Burundi ·
Comoren ·
Congo-Brazzaville ·
Congo-Kinshasa ·
Djibouti ·
Egypte ·
Equatoriaal-Guinea ·
Eritrea ·
Ethiopië ·
Gabon ·
Ghana ·
Guinee ·
Ivoorkust ·
Jemen ·
Kameroen ·
Kenia ·
Lesotho ·
Liberia ·
Libië ·
Madagaskar ·
Mali ·
Marokko ·
Mauritius ·
Mozambique ·
Namibië ·
Nigeria ·
Oeganda ·
Rwanda ·
Sao Tomé en Principe ·
Senegal ·
Seychellen ·
Sierra Leone ·
Soedan ·
Somalië ·
Swaziland ·
Tanzania ·
Togo ·
Tsjaad ·
Tunesië ·
Zambia ·
Zimbabwe ·
Zuid-Afrika ·
Zuid-Soedan